# Elle et moi
Pour plus de détails, voir Fiche technique et Distribution.
Elle et moi est un film français réalisé par Guy Lefranc en 1952.

## Résumé
Célibataire endurci, Jean Montaigu épouse l'adorable mais fantasque Juliette Capulet. Pour avoir élu domicile sur une péniche, le couple échoue dans la villa d'un original, Monsieur Belhomme. Juliette affole Belhomme qui est interné. Flanqué d'un ami de Jean, Gaston, qui vit à leurs crochets, le couple connait de nombreux problèmes et risque de se séparer. Tout rentre dans l'ordre, mais pour combien de temps ?

## Fiche technique
- Titre : Elle et moi
- Réalisation : Guy Lefranc, assisté de Maurice Delbez et Pierre Granier-Deferre
- Scénario :  Jean Duché, Michel Audiard, Guy Lefranc d'après le roman de Jean Duché, Elle et lui (1951)
- Dialogue : Michel Audiard, Jean Duché
- Décors : Robert Clavel, assisté d'Henri Morin et Jacques Douy
- Costumes : Alwyn, Virginie
- Photographie : Louis Page
- Montage : Monique Kirsanoff, assistée d'Armand Psenny
- Son : Jean Rieul
- Musique : Paul Misraki (éditions Impéria)
- Production : Jacques Roitfeld, Georges Roitfeld, Lucien Masson, Antoine de Rouvre
- Sociétés de production : Les Films Jacques Roitfeld, Les Films Sirius
- Sociétés de distribution : Les Films Sirius, puis Pathé Films
- Pays :  France
- Langue originale : français
- Format : Noir et blanc - 35 mm - 1,37:1 - Son mono
- Genre : Comédie
- Durée : 101 minutes (1 h 41)
- Dates de sortie : 
  - France : 6 novembre 1952 (Nice), 31 décembre 1952 (sortie nationale)

## Distribution
- François Périer : Jean Montaigu
- Dany Robin : Juliette Capulet
- Jean Carmet : Gaston
- Jacqueline Gauthier : Irène Duval dite Biquette
- Noël Roquevert : M. Belhomme
- Paul Faivre : l'oncle de Jean
- Suzanne Courtal : Marie, la tante de Jean
- Michel Nastorg : le père de Juliette
- Suzanne Guémard : la mère de Juliette
- Louis de Funès : le garçon de café
- Jean Sylvain : le maire
- Geneviève Morel : la buraliste
- Claudine Collas : la première bonne
- Denise Kerny : la seconde bonne
- Lud Germain : Bouboudou
- Paul Barge : l'homme de la péniche
- Louis Saintève : le docteur Delécluze
- Florence Blot : Mme Delécluze
- Germaine Stainval : une invitée
- Charles Bayard : un invité au mariage
- Dominique Marcas : une invitée
- Nicole Régnault : une invitée
- Pierre Duncan : un gendarme

## Production
Le tournage a eu lieu du 16 juin au 31 juillet 1952 aux studios de Boulogne.
Lors de sa sortie en salles, il a totalisé 1 718 274 entrées[réf. nécessaire].

## Autour du film
Jean Montaigu et Juliette Capulet , ces noms font évidemment allusion à Roméo et Juliette, avec Jean au lieu de Roméo.